# Rhacophorus puerensis
Rhacophorus puerensis är en groddjursart som först beskrevs av He 1999.  Rhacophorus puerensis ingår i släktet Rhacophorus och familjen trädgrodor. IUCN kategoriserar arten globalt som otillräckligt studerad. Inga underarter finns listade i Catalogue of Life.